# Rhinophrynus dorsalis
Espèce
Synonymes
- Rhinophrynus rostratus Brocchi, 1877

Statut de conservation UICN

 LC  : Préoccupation mineure
Rhinophrynus dorsalis est une espèce d'amphibiens, la seule du genre Rhinophrynus et la seule de la famille des Rhinophrynidae.

## Répartition
Cette espèce se rencontre en Amérique du Nord et en Amérique centrale. Elle se rencontre jusqu'à au-dessus de 500 m d'altitude :
- dans l'extrême Sud du Texas aux États-Unis ;
- dans les régions côtières du Mexique ;
- au Belize ;
- au Guatemala ;
- au Salvador ;
- dans le nord-ouest du Honduras ;
- au Nicaragua ;
- dans le nord-ouest du Costa Rica.

## Publication originale
- Duméril & Bibron, 1841 : Erpétologie générale ou Histoire naturelle complète des reptiles, vol. 8, p. 1-792 (texte intégral).